# Gonolobus stipitatus
Gonolobus stipitatus är en oleanderväxtart som beskrevs av G. Morillo. Gonolobus stipitatus ingår i släktet Gonolobus och familjen oleanderväxter. Inga underarter finns listade i Catalogue of Life.